# گیلبرتو آلوز
گیلبرتو آلوز (به پرتغالی: Gilberto Alves) مهاجم اهل برزیل است که در شهر Nova Lima و در تاریخ ۲۴ دسامبر ۱۹۵۰ به دنیا آمده‌است.
گیلبرتو آلوز در تیم‌های فوتبال Villa Nova سابقهٔ حضور دارد.